# Nabój .440 CorBon Magnum
.440 CorBon Magnum – amerykański nabój pistoletowy. Stosowany w pistoletach (nie rewolwerach) przeznaczonych do strzelań sylwetkowych i myśliwskich. Nabój jest połączeniem przeszyjkowanej łuski naboju .50 AE z pociskiem kalibru 11,2 mm (najczęściej z naboju .44 Magnum).